# Djado
Djado è un comune rurale del Niger facente parte del dipartimento di Bilma nella regione di Agadez.
L'altipiano e le rovine della città fortificata di Djado sono considerati Patrimonio dell'umanità dall'UNESCO.
Il sito di Djado è un complesso fortificato molto antico, situato in una delle regioni di montagna e altopiano iperaride più inaccessibili del Sahara centrale. L'interesse di questa zona è ben noto agli archeologi che hanno portato alla luce numerosi siti rupestri e rovine di antiche città.
Ecologicamente, il sito è un esempio di un ecosistema iper-arido in cui sopravvivono grandi ungulati come mufloni e gazzelle.
Il Djado è anche un corridoio di migrazione addax tra l'Algeria e il Ciad attraverso il Niger. In quanto tale, costituisce un importante corridoio per la biodiversità.
Le stazioni rupestri sono rappresentative del genio creativo delle antiche popolazioni del Sahara come in Tassili n'Ajjer, Adrar e Aïr.
I Fortini rappresentano i primi elementi architettonici in pietra a secco e argilla che si possono trovare da Tichitt a Walata in Mauritania o nel Tibesti (confine Niger-Ciad). Simboleggiano le prime civiltà organizzate del periodo del prosciugamento del Sahara: Garamante, Libico-Berbero, Toubou e altri gruppi di popolazione nera.
L'isolamento di Djado ha fatto sì che questo sito non abbia subito alcuna pressione umana in grado di danneggiarlo. Anche questo sito archeologico è costituito da stazioni rupestri. Non sono mai stati effettuati scavi sui forti e le rovine sono rimaste intatte. (Tratto dalla pagina Wikipedia FR).